# Općina Čaška
Općina Čaška (makedonski: Општина Чашка) je jedna od 80 općina Sjeverne Makedonije koja se prostire u sredini Sjeverne Makedonije. 
Upravno sjedište ove općine je selo Čaška.

## Zemljopisne osobine
Općina Čaška graniči s općinama: Studeničani i Zelenikovo na sjeveru, Veles, Rosoman i Gradsko na istoku, Makedonski Brod i Dolneni na zapadu, te Kavadarci i Prilep na jugu.
Ukupna površina Općine Čaška  je 819,45 km².

## Stanovništvo
Općina Čaška ima 7 673 stanovnika. Po popisu stanovnika iz 2002. nacionalni sastav stanovnika u općini bio je sljedeći;
- Makedonci  = 4 395
- Albanci  = 2 703
- Turci  = 391
- ostali=

Prema podatcima koje je objavila Agencija za Statistike Sjeverne Makedonije, procjenjuje se da je na kraju 2019. godine općina imala 8 227 stanovnika. Na temelju godišnjih podataka iste agencije objavljenih tijekom 2002 - 2019. godine, procjenjuje se da su stanovnici Općine Čaška prema etničkoj pripadnosti 48,1% Albanci, 44,2% Makedonci, 5,2% Turci i 2,5% ostali.

## Obrazovanje
Albanci u okolini Velesa bili su diskriminirani skoro u svim slojevima života. Jedno od područja gdje je nepravda bila još izrazitija je obrazovanje na albanskom jeziku. Generacije su pohadjale školu samo na makedonskom jeziku. Strukture vlasti u Makedoniji i bivšoj općini Titov Veles godinama nisu udovoljile zahtjevima za obrazovanje na albanskom jeziku. Zahtjevi su eskalirali kada su se albanski roditelji zavjetovali da će albanski učenici bojkotirati nastavu na makedonskom jeziku početkom školske 1991/92.
Vlada je u početku pokušala ponuditi djelomična rješenja, čak je ponudila da albansku djecu smjesti u internat u Velesu pod izgovorom da nema uvjeta da se nastava odvija u selima. Nakon inzistiranja albanskih roditelja, odlukom Skupštine Makedonije 3. listopada 1991. godine, nastava na albanskom jeziku bila je prvi put dopuštena u selima Gornje Jabolčište, Donje Jabolčište i Gornji Vranovci, a nastava u tim selima u to vrijeme bila organizirana u obliku isturenih odeljenja središnje škole u Velesu.
U Općini Čaška tijekom 2018/2019, osnovnu školu pohađalo je 1 044 učenika, od čega 773 Albanaca, 238 Makedonaca, 85 Turaka i 8 ostalih. Sama Osnovna škola ‘’Todor Janev“ u naselju Čaška imala je preko 120 učenika, od čega 41 albanskih učenika iz sela Banjica, Otiština, Elovec, Busilci, Starigrad, Novoselo i Donji Vranovci. Tim je albanskim učenicima jedini izbor bio pohađati nastavu na makedonskom jeziku.
Nastava na albanskom jeziku i dalje se odvija samo u Osnovnoj Školi "Liria" u Gornjem Jabolčištu, te u isturenim odeljenjima u Donjem Jabolčištu i Gornjim Vranovcima. U drugim naseljima, usprkos brojnim zahtjevima albanskih roditelja, nastava na albanskom nije omogućena.
Dana 25. listopada 2019, Općinsko Vijeće Čaška je glasalo za organiziranje nastave na albanskom jeziku u naselju Čaška. Za je glasalo 7 od 11 vijećnika. Dan ranije, određena skupina makedonskih roditelja prosvjedovala je protiv otvaranja učionice na albanskom jeziku i organizirala bojkot nastave.
Nakon ove odluke Općinskog Vijeća Čaške, Makedonsko Ministarstvo Prosvjete izrazilo je spremnost za sprovedu nastave na albanskom jeziku kako bi se albanskoj djeci omogućilo učenje maternjeg jezika te da ne budu prinudjeni putovati kilometrima do drugih sela u kojima se trenutno sprovodi nastava na albanskom jeziku.
Međutim, do kraja školske godine 2019./2020 nastava na albanskom jeziku u školi ‘’Todor Janev“ nije organizirana. U znak nezadovoljstva zbog toga, u veljači 2020, predsjednik Općinskog vijeća g. Halit Ferati, objavit će da je podnio ostavku na mjesto predsjednika Općinskog vijeća kao moralni gest.
Što se tiče srednjoškolskog obrazovanja, u Općini Caška ne postoji nijedna srednja škola. Najbliže srednjoškolsko obrazovanje može se pohađati u gradu Velesu, gdje se od školske 2008./2009 sprovodi i nastava na albanskom jeziku.

## Naselja u Općini Čaška
Ukupni broj naselja u općini je 42, i sva su sela.

## Pogledajte i ovo
- Sjeverna Makedonija
- Općine Sjeverne Makedonije

## Vanjske poveznice
- Službene stranice općine Čaška  Arhivirana inačica izvorne stranice od 9. travnja 2009. (Wayback Machine)